# Maserati na Fórmula 1
A Maserati começou a competir na Fórmula 1 em sua temporada inaugural, que foi disputada em 1950, e permaneceu com sua equipe própria até a temporada de 1957. Durante esse período a equipe era denominada oficialmente de Officine Alfieri Maserati.
Seu programa de Fórmula 1 foi amplamente bem sucedido, proporcionando um total de 9 vitórias nos Grandes Prêmios para a equipe de fábrica. Além disso, Juan Manuel Fangio venceu o Campeonato Mundial de Pilotos de 1957 com um Maserati 250F.

## História

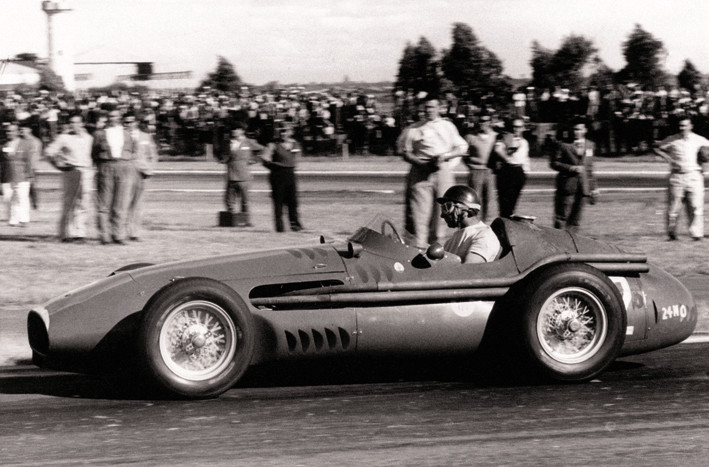
Juan Manuel Fangio pilotando um Maserati 250F.

A Maserati desenhou dois carros de Fórmula 1: o Maserati 4CLT e o Maserati 250F. Além disso, o Maserati 4CL anterior à Segunda Guerra Mundial também foi usado com algum sucesso. E, também, o Maserati A6GCM, projetado como um carro de Fórmula 2, foi usado na Fórmula 1. A equipe se retirou da categoria máxima do automobilismo mundial após disputar a temporada de 1957, apesar do 250F ainda ter sucesso na competição. Pilotos independentes e equipes privadas continuaram a usar o Maserati 250F até 1960.
Na década de 1960, a Maserati forneceu motores à equipe de Fórmula 1 britânica Cooper. O carro mais bem-sucedido dessa colaboração foi o Cooper-Maserati T81, que possuía um motor Maserati V12. Ganhou o GP do México de 1966 e o GP da África do Sul de 1967, pilotado por John Surtees e Pedro Rodríguez, respectivamente.

## Campeões mundiais
| Campeonatos | Pilotos            | Temporadas |
| ----------- | ------------------ | ---------- |
| 2           | Juan Manuel Fangio | 1954, 1957 |

## Vitórias por piloto
Fangio: 7
Moss: 2